# Rachid Nakhlé
Rachid Nakhlé (1873 - Beiroet, 1939) was een Libanees dichter die het Libanees volkslied schreef in 1927. De muziek werd gecomponeerd door Wadih Sabra.
Het volkslied heet Koullouna Lilouataan Lil Oula Lil Alam. Nakhlé stierf in Beiroet, in 1939.
- Gemeinsame Normdatei: 1020783745
- International Standard Name Identifier: 0000 0000 7741 4157
- Nationale Bibliotheek van Israël: 987007312117305171
- Système universitaire de documentation: 241326168
- Virtual International Authority File: 120131573
- WorldCat: E39PBJyCHQVJkpw3tXk9h7KKh3